# フータ・ジャロン・イマーム国
フータ・ジャロン・イマーム国または ジャロン (アラビア語: إمامة فوتة جالون; プラー語: Fuuta Jaloo またはFuuta Jalon 𞤊𞤵𞥅𞤼𞤢 𞤔𞤢𞤤𞤮𞥅)は、現代のギニア、フータ・ジャロン高地を根拠とする西アフリカの神権国家だった。1727年、フラニジハードによって建国され、1896年にフランス領西アフリカの一部となった。

## 起源
フータ・ジャロン地方は13世紀から16世紀にかけて半遊牧民のフルベ人が何世代もの間定住してきた地域である。当初はアフリカの伝統宗教を信仰していたが 16世紀、マシナからのムスリムのフルベ人の流入がフータ・ジャロンのフルベ人の社会を変えた。
フータ・トロ・イマーム国と同様に、ムスリムとフータ・ジャロンのフルベ人の伝統主義者は隣り合って暮らしていた。そして、伝承によると、17世紀に聖戦が勃発した。1725年のタランサンの戦いの後、ムスリムのフラニ人が完全にフータ・ジャロンを支配し、後に続く多くのフルベ人神権国家のうち、最初となるものを建国した。カラモコ・アルファはエミール・アル＝ムウミニーン(信徒の長)に任命され、フータ・ジャロン・イマーム国の最初のアルマミとなった。カラモコ・アルファは1751年に死去し、エミール・イブラヒム・ソリが後継者となり、イスラム国家としての力を強化した。 フータ・ジャロンの神権政治の例は、後にフルベ人国家のフータ・トロに着想を与えることとなる。

## 組織
フータ・ジャロンの新たなイマーム国は現在のマムー近郊の都市、ティンボ市の中央支配者により、厳格に解釈されたシャリーアに基づき統治された。イマーム国には「ディウェ」と呼ばれる9つの州があり、どれも一定の自治権を有していた。ディウェはティンボ、ティンビ、ラベ、コイン、コラデ、フグンバ、ケバリ、フォデ・ハッジ、ムルヤ、マッシがあった。ティンビで行われたディウェの統治者の会議ではティンボ出身であるアルファ・イブラヒマをティンボに居住する最初のアルマミ・フータ・ジャロンケとすることが決定した。その後、フランスの植民地化が及ぶまでティンボはフータ・ジャロンの首都となった。イマーム国建国の目的は地域の社会がムスリムとなるように説得することであった。フータ・ジャロンは戦争と外交を通じ地域大国となり、影響力を行使し、富を生み出した。フータ・ジャロンは主権国家としてフランスや他のヨーロッパの諸大国を外交相手とし、聖都フグンバなどの中心地で芸術的、文学的な成果を推進した。
フータ・ジャロンのムスリムは派閥に分かれるようになった。聖職者の派閥はカラモコ・アルファの意思を継いでアルファヤと名乗り、世俗派は後継者となったイブラヒマ・ソリにちなみ、ソリヤと名乗った。
アルファヤとソリヤの2つの派閥は、両派の指導者が交互に権力の座に就くことで合意した。ティンボ市とフグンバ市の支配者は本家を同じくする子孫同士であり、 後に「アルマミ」の地位をめぐった競争は全てこの2都市間で行われた。

## 支配

1875年の西アフリカ

フータ・ジャロン・イマーム国は多民族、多言語社会であり 、強力な自由人の軍と奴隷軍によって支えられ、ムスリムのフルベ人に支配されていた。フータ・ジャロンとフータ・トロのフルベ人は沿岸部のヨーロッパ人、特にフランスとポルトガルとの間で拡大していた大西洋奴隷貿易を利用できた。また、フータ・ジャロンとフータ・トロの2つのフルベ国家は、沿岸のヨーロッパ人に貴重な穀物や牛、その他の物資を供給していた。アルマミは貿易権への見返りに贈り物を要求し、十分な兵力を備えた軍によってアルマミの意思を強制させることができた。1865年、フータ・ジャロンはマンディンカのカーブ王国への侵略を続け、1867年、カンサラの戦いでカーブ王国を滅亡させた。1875年にはセネガンビア中部のジョロフ王国の残党勢力を征服している。フータ・ジャロンは征服によって領土を拡大しようとしたが、カーブ王国の君主、ママ・ジャンケ・ワリ・サンネはこれを望まず、西アフリカにおいてはそれぞれの王家が自民族を支配するということを望んだため、フータ・ジャロンはカーブを攻撃して征服し、帝国としての目標を追求できるようにした。ママ・ジャンケ・ワリ・サンネの死後、フータ・ジャロンのアルマミはママ・ジャンケ・ワリ・サンネの娘と結婚した。

## 衰退
フランス人は単なる沿岸の支配とフルベ人との一方的な交易には満足しなかった。フランスはフータ・ジャロンの内部闘争に乗じて、進出を始めた。1896年、ついにポレダカの戦いでフランスはフータ・ジャロン最後のアルマミとなるボカル・ビロを破った。